# Первое Дальнее Абруццо
Первое Дальнее Абруццо (итал. Primo Abruzzo Ultra) — провинция в составе Неаполитанского королевства, затем в составе Королевства Обеих Сицилий. Столица — город Терамо.

## История
Провинция Первое Дальнее Абруццо была образована 8 августа 1806 года согласно 132-му закону  «Об административном делении и учреждении провинций в королевстве». Её территория была выделена из упразднённого джустициерата Дальнее Абруццо и включала территории современной провинции Терамо в Италии с прилегающими к ней районами.
Таким образом Жозеф Бонапарт, король Неаполя начал административно-территориальную реформу в Неаполитанском королевстве, взяв за образец модель, существовавшую в то время во Франции. Он отменил систему джустициератов. Королевские указы с 1806 по 1811 год завершили учреждение провинций с указанием в их составе коммун и определением границ, названий округов и районов, на которые была разделена каждая провинция.
1 мая 1816 года был принят последний «Закон об администрации округов в провинциях королевства» (итал. Legge riguardante la circoscrizione amministrativa delle Provincie dei Reali Domini). 1 января 1817 года административная реформа была завершена.

### Административное деление
Во главе Первого Дальнего Абруццо стоял интендант, возглавлявший совет провинции, который размещался во Дворце правительства в Терамо.  Столицей провинции также был город Терамо, за исключением периода с 1837 по 1848 год, когда временной столицей был город Читта-Сант’Анджело. Сама провинция в 1806 году была разделена на два района — Терамо и Пенне. Все районы были разделены на 17 округов, включавших в себя 72 коммуны и 411 хуторов.

## Карты

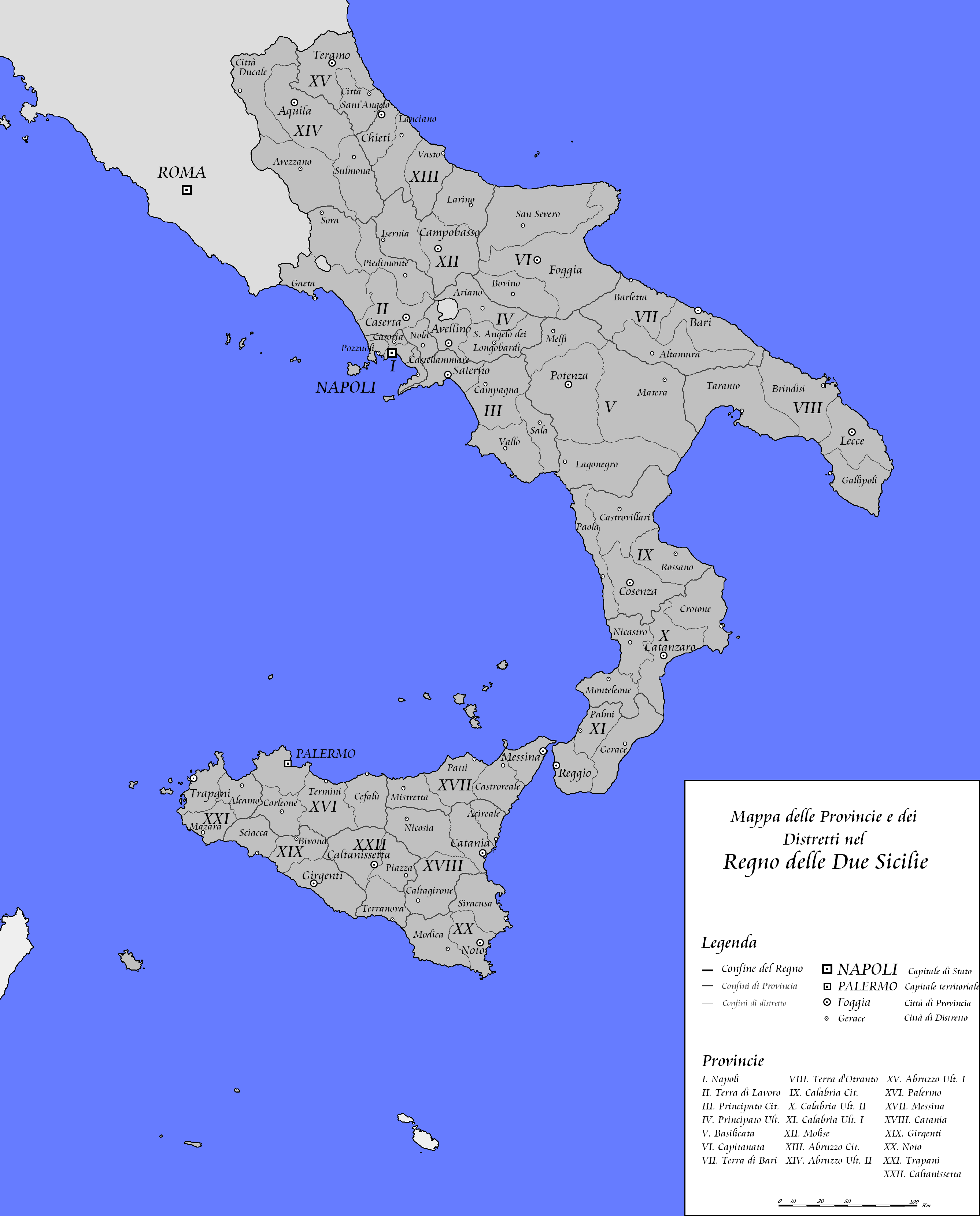
Административное деление королевства Обеих Сицилий
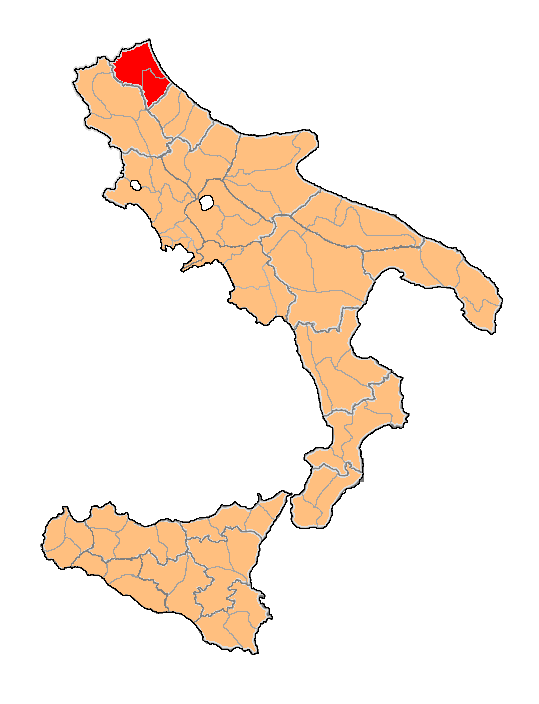
Провинция Первое Дальнее Абруццо